# Jolene Blalock
Jolene Blalock (San Diego, Kalifornia, 1975. március 5. –) amerikai modell és színésznő. 
Legismertebb szerepe a vulkáni T’Pol al/parancsnok volt, akit 2001 és 2005 között alakított a Star Trek: Enterprise című tudományos-fantasztikus tévésorozatban. Amerikai tévénézők ezenkívül a Jason and the Argonauts című, 2000-ben forgatott TV-filmből ismerhetik, ahol Medeát játszotta.

## Élete és pályafutása

### Az Enterprise előtt
Mint ismert modell, Jolene már az Enterprise forgatása előtt is számos férfimagazin címlapján volt megtalálható. Ezek közé tartozik többek között a Maxim magazin, ahol a Girls of Maxim galériában kapott helyet, illetve a Playboy, amely 2002 áprilisában először képeket, 2005 februárjában pedig egy vele készült interjút közölt.

### Star Trek: Enterprise
Jolene majdnem öt évig játszotta T’Pol szerepét az Enterprise-ban, a sorozat mind a 98 epizódjában megjelent. Érdekes módon utolsó jeleneteit pont harmincadik születésnapján (2005. március 5-én) forgatták. Nem sokkal ezután 2005 tavaszán a Toronto Star készített vele interjút, ahol az Enterprise záróepizódját (a These Are the Voyages…-t) "visszataszítónak" nevezte. Később elmondta, hogy azért illette ilyen kemény kritikával az utolsó részt, mert az sokkal nagyobb hangsúlyt fektetett az abban vendégszereplő Star Trek: The Next Generation szereplőire, mint az Enterprise-éira (ebben a részben ugyanis a szereplők nem "élnek", csupán egy 200 évvel későbbi komputerprogram részei, melyet a vendégszereplő Riker parancsnok indított el).

### Star Trek találkozókon való részvétele
Blalock kezdetben vonakodott megjelenni a különböző Star Trek rajongói találkozókon (az úgynevezett "Con"-okon), de 2005 márciusában (közvetlenül az Enterprise forgatásának befejezése után) a kaliforniai Pasadenában megrendezett Grand Slam Conon megtartotta élete első "panel"-jét, ahol igen nagy sikert aratott a hallgatóság körében (a "panel" egy Star Trek-találkozó azon programja, mikor egy színész/író/producer – azaz stábtag – kb. 40-45 percben a hallgatóság kérdéseire válaszol – egyfajta elbeszélgetésről van szó). Ezt követően az angliai Milton Keynesben jelent meg egy autogramosztó show-n, majd pedig Európa legnagyobb Star Trek-találkozóján, a bonn-i FedConon. Ezeken a találkozókon is kifejtette véleményét az Enterprise-szal kapcsolatban. Mint az eredeti sorozat nagy rajongója, igen sokat kritizálta sorozatának harmadik évadját. Úgy gondolta, hogy a harmadik évadból hiányzott a kreativitás, és a producerek (Rick Berman és Brannon Braga) nem vették figyelembe a rajongók igényeit és javaslatait. A negyedik évadot ugyanakkor "határozott javulás"-ként jellemezte. Következő megjelenését 2006 augusztusára, a Star Trek 40. évfordulóját ünneplő Las Vegas-i találkozóra időzítette, betegség miatt azonban az utolsó pillanatban visszamondta paneljét (de állítólag megjelent autogramosztásnál).

### Az Enterprise után
Első Enterprise utáni szerepét 2006 tavaszán kapta, főszerepet kapott az I Dream of Murder című TV-filmben (a forgatás a kanadai Calgaryben március és április között zajlott). Enterprise utáni munkájának tekinthető a Slow Burn című film is (ahol LL Cool J és Ray Liotta oldalán játszott) annak ellenére, hogy a forgatást már 2003-ban (azaz még az Enterprise forgatása alatt) befejezték. A kész filmet ugyanis először csak 2005 szeptemberében, a Torontói Filmfesztiválon mutatták be, terjesztését pedig végül 2006-ra halasztották.
Visszatérő szereplőt alakított a Csillagkapu című tudományos-fantasztikus tv-sorozatban (két epizódban is megjelent, ő volt Ishta, a lázadó Jaffak egy női csoportjának vezetője), de feltűnt volna a nagy sikerű Lost: Eltűntekben is – jeleneteit azonban végül kivágták. Lola Beck kapitány néven szerepelt a 2008-ban forgatott harmadik Starship Troopers (Csillagközi invázió) filmben a Marauderben (Martalóc). Amerikai nézők legközelebb a 'Shadow Puppets' című horrorfilmben találkozhatnak vele.

## Magánélete
Jolene 2003. április 30-án ment feleségül Michael Rapinóhoz, a Live Nation nevű koncertszervező társaság vezérigazgatójához. Érdekesség, hogy a hagyományokkal ellentétben Blalock kérte meg későbbi férje "kezét". Született szörfölő, érdeklődik a művészetek iránt.

## Filmjei
- Szerelemhajó (1999)
- Angyal kontra démon (2000)
- Az aranygyapjú legendája (2000)
- A helyszínelők (2000)
- JAG – Becsületbeli ügyek (2001)
- Borotvaélen (2001)
- Gyémántvadászok (2001)
- Star Trek: Enterprise (2001-2005)
- Csillagkapu (2003–2004)
- Lassú tűz (2005)
- Csillagközi invázió 3. (2008)
- CSI: Miami helyszínelők (2008)
- Doktor House (2009)
- A hős legendája (2010)
- Bűnösök és szentek (2010)
- Szexvideó (2014)